# Чипнє
Чипнє (словен. Čipnje) — поселення в общині Комен, Регіон Обално-крашка, Словенія. Висота над рівнем моря: 195,5 м.